# Suore della Presentazione della Beata Vergine Maria (Lismore)
Le Suore della Presentazione della Beata Vergine Maria (in inglese Sisters of the Presentation of the Blessed Virgin Mary; sigla P.B.V.M.) sono un istituto religioso femminile di diritto pontificio.

## Storia
Le origini della congregazione si ricollegano a quelle delle suore della Presentazione fondate nel 1775 in Irlanda da Nano Nagle.
Nel 1886 una comunità di tre religiose professe e otto postulanti provenienti dal convento irlandese delle suore della Presentazione di Lucan aprì una casa a Lismore.
Il 31 luglio 1908 la congregazione romana di Propaganda Fide approvò la costituzione di una congregazione centralizzata composta da quattro case, tutte nella diocesi di Lismore: la prima filiale fu aperta a Croydon nel 1927; altre filiali furono aperte nelle diocesi di Lismore e di Sydney.
Nel 1947 la congregazione di Lismore adottò le costituzioni approvate dalla Santa Sede per le Suore della Presentazione presenti in Australia e nel 1958 aderì alla Federazione australiana delle suore della Presentazione.

## Attività e diffusione
Le suore si dedicano all'educazione della gioventù e alle opere di carità.
La sede generalizia è a Lismore Heights, Nuovo Galles del Sud.
Alla fine del 2015 l'istituto contava 36 religiose e 11 case.